# Calliandra mollissima
Calliandra mollissima là một loài thực vật có hoa trong họ Đậu. Loài này được (Willd.) Benth. miêu tả khoa học đầu tiên.